# غويليرمو أورتيز
غويليرمو أورتيز (بالإسبانية: Guillermo Luis Ortiz)‏ (9 أغسطس 1992 بروساريو في الأرجنتين - ) هو لاعب كرة قدم أرجنتيني في مركز الدفاع.

## روابط خارجية
- غويليرمو أورتيز على موقع قاعدة بيانات كرة القدم.إي يو (الإنجليزية)
- غويليرمو أورتيز على موقع Soccerway.com (الإنجليزية)
- غويليرمو أورتيز على موقع عالم كرة القدم.نت (الإنجليزية)